# Magnolia pahangensis
Magnolia pahangensis är en magnoliaväxtart som beskrevs av Hans Peter Nooteboom. Magnolia pahangensis ingår i släktet Magnolia och familjen magnoliaväxter. Inga underarter finns listade i Catalogue of Life.